# Reubicación II
La Reubicación II es la etapa intermedia entre el grupo II y el grupo III de la Unión de Rugby de Buenos Aires que se juega con los equipos del Grupo II que no hayan clasificado a la Reubicación I (un total de 18 equipos) y los 6 mejores equipos del Grupo III en la segunda mitad del año para tratar de defender la categoría o ascender.

## Sistema de competencia
Los 24 equipos se dividen en 2 zonas de 12 equipos cada una, y se enfrentan en un formato de todos contra todos. Los mejores 8 clubes de cada zona clasificarán a los playoffs (y aseguran su lugar en la categoría ya sea como permanencia o ascenso) mientras que los últimos 4 de cada zona jugarán los playoffs de la Reubicación III la cual será su última chance de jugar en el grupo II el próximo año.
Los que hayan clasificado a los Playoffs de la Reubicación II jugarán en un formato de eliminación directa a partir de octavos de final hasta determinar un campeón.
- Datos: Q6106864